# Nutrición humana
La nutrición humana es el proceso mediante el cual los seres humanos obtienen, asimilan y utilizan los nutrientes necesarios para el crecimiento, desarrollo y mantenimiento de la vida. Una dieta equilibrada es esencial para prevenir enfermedades y promover el bienestar. Factores como la edad, el género, el nivel de actividad física y condiciones de salud específicas influyen en los requerimientos nutricionales individuales.
Los seres humanos son omnívoros, capaces de consumir productos tanto vegetales como animales. Han adoptado una serie de dietas que varían con las fuentes de alimentos disponibles en las regiones en donde habitan e igualmente con las normas culturales y religiosas; estas van de las puramente vegetarianas hasta las principalmente carnívoras. En algunos casos, las restricciones en la dieta de los seres humanos pueden conducir a un desorden nutricional; sin embargo, los grupos humanos estables se han adaptado a muchos cambios dietéticos tanto a través de la especialización genética y convenciones culturales, permitiendo la utilización de fuentes de alimentación nutricionalmente equilibradas. La dieta humana se refleja de forma destacada en la cultura humana, y ha llevado al desarrollo de la tecnología de los alimentos.
En general, los seres humanos pueden sobrevivir de dos a ocho semanas sin comida, dependiendo de la grasa corporal almacenada. La supervivencia sin agua generalmente se limita a tres o cuatro días. La falta de alimentos sigue siendo un problema grave; muchos seres humanos mueren de hambre cada año. La desnutrición infantil sigue siendo un desafío global significativo. Según datos de 2022, aproximadamente 149 millones de niños menores de 5 años presentaban retraso en el crecimiento, mientras que 37 millones tenían sobrepeso u obesidad.
Sin embargo, la distribución mundial de alimentos no es uniforme, y la obesidad ha alcanzado niveles epidémicos en varias poblaciones, dando lugar a complicaciones de salud y al aumento de la mortalidad en algunos de los países desarrollados, y algunos países en desarrollo. En los Estados Unidos, datos recientes indican que la tasa de obesidad superó el 42%, la más alta registrada hasta la fecha.  Además, la prevalencia de la obesidad no es homogénea en todo el país: en 2022, se observó que en el Medio Oeste y el Sur, aproximadamente el 36% de los adultos eran obesos, mientras que en el Noreste y Oeste, la cifra rondaba el 30%.
La obesidad es el resultado de un desequilibrio energético prolongado, donde la ingesta calórica supera el gasto energético. Factores como dietas ricas en calorías y pobres en nutrientes, junto con niveles insuficientes de actividad física, contribuyen significativamente a esta condición.

## Historia
Los seres humanos han evolucionado como cazadores-recolectores durante los últimos 250 000 años. La dieta de los primeros humanos modernos varió significativamente dependiendo de la ubicación y del clima. La dieta en los trópicos tiende a basarse en mayor medida en los alimentos vegetales, mientras que la dieta en las latitudes altas tienden más hacia los productos de origen animal. Varios análisis de restos post-craneales y craneales de humanos y animales desde el Neolítico, junto con estudios detallados de modificaciones óseas han mostrado que el canibalismoera también frecuente entre los hombres prehistóricos.
Desde la aparición del hombre sobre la tierra, el tipo de alimentos que este ha tenido que ingerir para su mantenimiento, ha variado a través de los tiempos, debido a que se vio obligado a adaptar a aquellos que tenía más próximos y le era más fácil obtener con las escasas herramientas que poseía. Como ejemplo, sirva citar los estudios sobre los restos del ser humano más antiguo encontrado hasta la fecha. Se ha llegado a la conclusión de que era carroñero y disputaba sus alimentos con otros animales de las mismas características alimentarias. En su andar en busca de víveres, se iba encontrando nuevos tipos a que se veía obligado a adecuar la disponibilidad de la caza mayor iba disminuyendo y tenía que alimentarse de la caza menor, del marisco (en algunas áreas) y sobre todo de plantas comestibles. Esta fase adaptativa empezó hace unos 100.000 años. Se cita que los últimos en sufrir estas restricciones, hace unos 30 000 años, han sido los habitantes de unas zonas muy determinadas (dos regiones de Oriente Medio). Sin embargo, en la península ibérica hace menos de 20 000 años (Freeman, 1981) la carne aún suponía más del 50 % de la dieta habitual.
La agricultura se desarrolló hace unos 10 000 años en múltiples lugares en todo el mundo, proporcionando granos como trigo, arroz, papa y maíz, con productos tales como pan, pasta y tortillas. La agricultura también proporcionó leche y productos lácteos y un fuerte aumento de la disponibilidad de carnes y la diversidad de verduras. La importancia de la pureza de los alimentos fue reconocida cuando el almacenamiento a granel dio lugar a riesgos de infección y contaminación. La cocina se desarrolló a menudo como una actividad ritual, debido a los problemas de fiabilidad y eficiencia que requiere la adhesión a las recetas y procedimientos estrictos y en respuesta a las exigencias de pureza de los alimentos y a la coherencia.

### Desde la antigüedad hasta 1900
El primer experimento de nutrición se encuentra registrado en el  Libro de Daniel en la Biblia, Daniel y sus amigos fueron capturados por el rey de Babilonia durante la invasión de Israel. Seleccionados como servidores de la corte, debían consumir alimentos finos y vino destinados al rey. Pero se opusieron, prefiriendo legumbres y agua de acuerdo con sus restricciones dietéticas judías. El mayordomo del rey aceptó de mala gana hacer una prueba. Daniel y sus amigos recibieron su dieta durante 10 días y luego fueron comparados con los hombres del rey. Como parecieron más saludables, se les permitió continuar con su dieta y a los soldados del rey se les impuso esta dieta también.

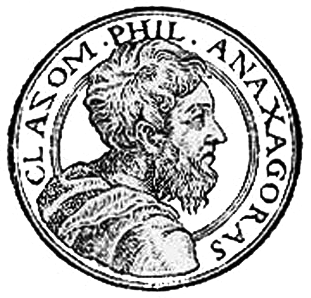
Anaxágoras.

Hacia 475 a. C., Anaxágoras declaró que la comida es absorbida por el cuerpo humano y por lo tanto contenía homeomerías (componentes de generación), lo que sugiere la existencia de nutrientes. Alrededor de 400 a. C., Hipócrates dijo: «Deja que el alimento sea tu medicina y la medicina sea tu alimento».
En el siglo XVI, el científico y el artista Leonardo da Vinci comparaba el metabolismo a una vela encendida. En 1747, el Dr. James Lind, médico de la marina británica, realizó el primer experimento científico de nutrición, descubriendo que el jugo de la lima  evitaba que marineros con muchos años de navegación enfermaran de escorbuto, un trastorno hemorrágico mortal y doloroso. El descubrimiento fue ignorado durante cuarenta años, pero después de eso a los marineros británicos se les llegó a conocer como «limeros.»  Lo esencial en el jugo de limón (la vitamina C) no sería identificado por los científicos sino hasta la década de 1930.
Alrededor de 1771, Antoine Lavoisier, el «Padre de la Nutrición y de la Química», descubrió los detalles del metabolismo, demostrando que la oxidación de los alimentos es la fuente de calor del cuerpo. En 1790, George Fordyce reconoció la necesidad del calcio para la supervivencia de las aves de corral. A principios de 1800, los elementos carbono, nitrógeno, hidrógeno y oxígeno fueron reconocidos como los principales componentes de los alimentos y se desarrollaron métodos para medir sus proporciones.
En 1816, François Magendie descubrió que cuando los perros son alimentados solo con hidratos de carbono y grasas, su cuerpo pierde proteína y fallecen en un par de semanas, en cambio, los perros alimentados además con proteínas sobreviven. De esta manera identificó las proteínas como un componente esencial para la dieta. En 1840, Justus Liebig descubrió la composición química de los hidratos de carbono (azúcares), grasas (ácidos grasos) y proteínas (aminoácidos.) En la década de 1860, Claude Bernard descubrió que la grasa del cuerpo pueden ser sintetizada a partir de carbohidratos y proteínas, lo que muestra que la energía en la sangre glucosa se puede almacenar como grasa o como glucógeno.
En la década de 1880, Kanehiro Takaki observó que los marineros japoneses (cuya dieta consistió casi exclusivamente de arroz blanco) desarrollaban beriberi (o neuritis endémica, una enfermedad que causa problemas cardíacos y parálisis), pero los marineros británicos y de la marina japonesa oficiales no lo hacían. La adición de diversos tipos de verduras y carnes a la dieta de los marinos japoneses previno la enfermedad.
En 1896, Baumann observó yodo en las glándulas tiroides. En 1897, Christiaan Eijkman trabajó con los nativos de  Java, que también sufrían de beriberi. Eijkman observó que los pollos alimentados con una dieta de arroz blanco desarrollaban los síntomas de beriberi, pero se mantenían saludables cuando se alimentaban con arroz integral, que incluye la capa externa del arroz. Eijkman curó a los indígenas al darles de comer arroz integral, descubriendo así que los alimentos pueden curar enfermedades. Más de dos décadas más tarde, los nutricionistas descubrieron que la concha exterior de arroz contiene vitamina B1, también conocida como tiamina.